# Wolffiella
Wolffiella là một chi thực vật có hoa trong họ Ráy

## Hình ảnh

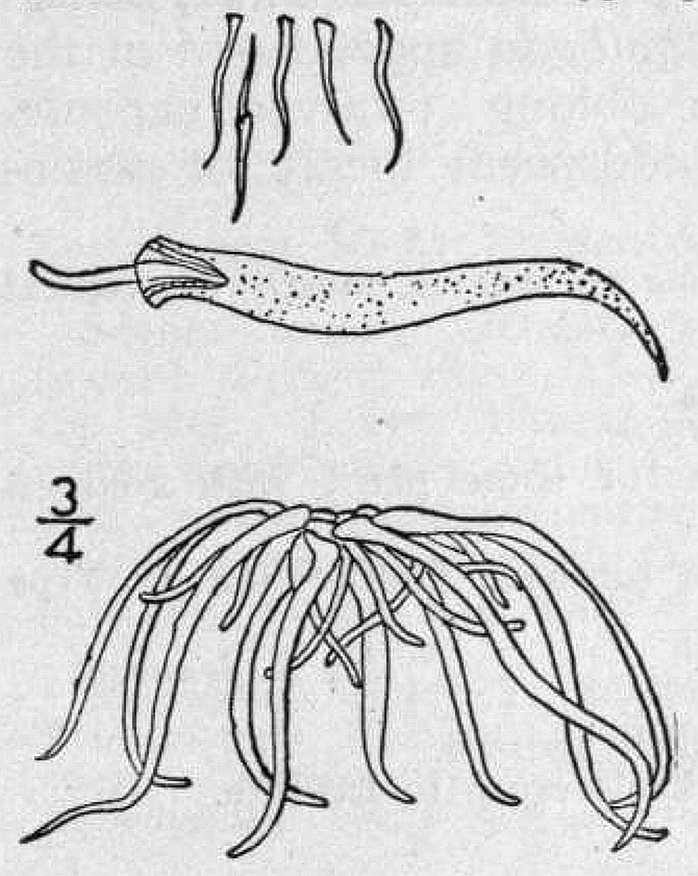

## Loài (chọn lọc)
- Wolffiella caudata
- Wolffiella denticulata
- Wolffiella gladiata
- Wolffiella hyalina
- Wolffiella lingulata
- Wolffiella neotropica
- Wolffiella oblonga
- Wolffiella repanda
- Wolffiella rotunda
- Wolffiella welwitschii